# 빌헬름 시카르트

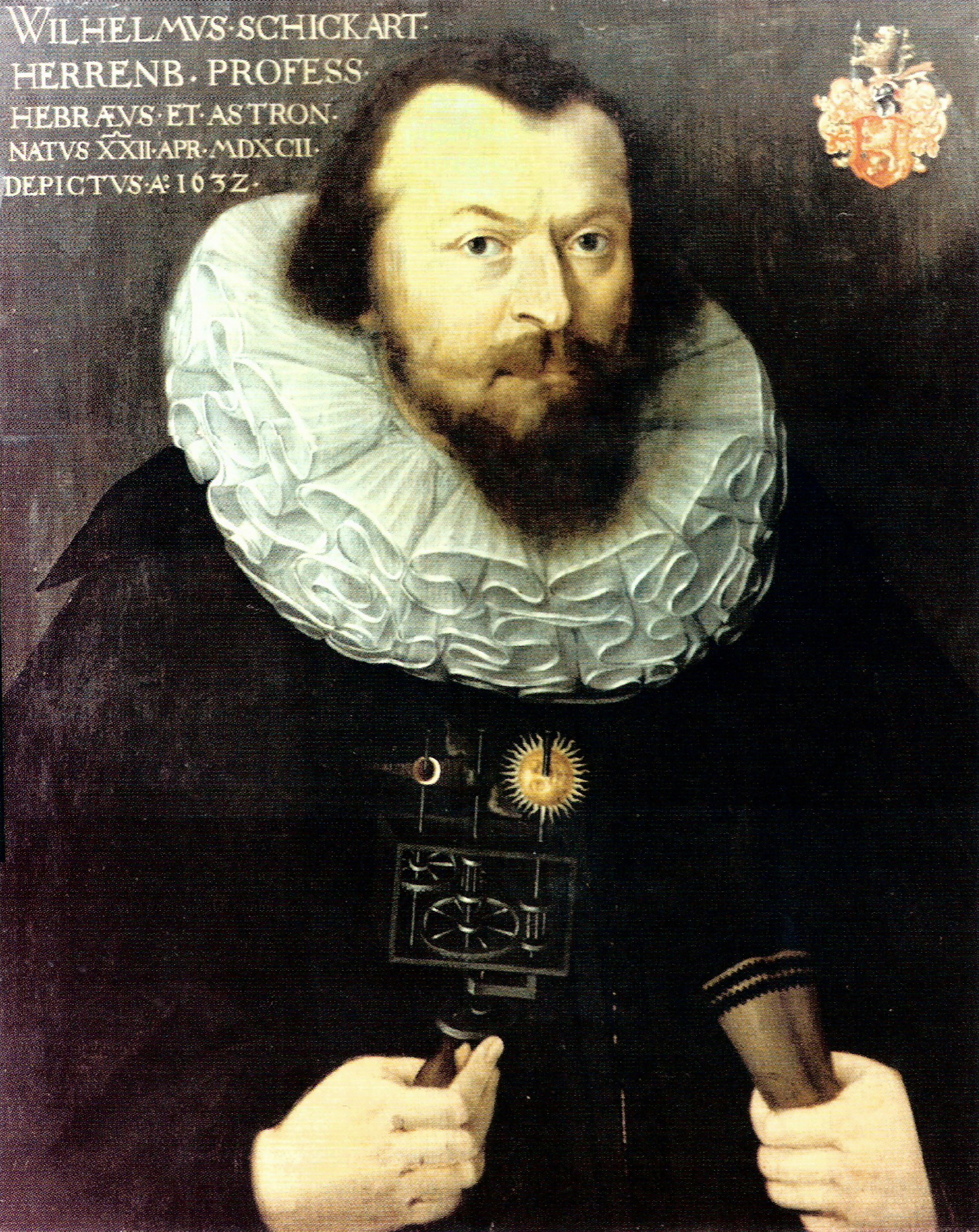

빌헬름 시카르트(Wilhelm Schickard, 1592년 4월 22일 – 1635년 10월 24일)는 독일의 히브리어 및 천문학 교수로, 요하네스 케플러의 전기 작가인 프란츠 해머(Franz Hammer)가 (맥스 카스파와 함께) 계산 시계의 그림이 20세기 후반에 만들어졌다고 주장한 이후 20세기 후반에 유명해졌다. 20년 만에 파스칼의 계산기가 공개되었다는 사실은 1623년과 1624년에 시카드가 요하네스 케플러에게 쓴 두 개의 알려지지 않은 편지에서 발견되었다.
해머는 이 편지들이 300년 동안 분실되었기 때문에 이 기간 동안 블레즈 파스칼이 기계식 계산기의 발명자로 불려지고 기념되었다고 주장했다.
주의 깊게 조사한 결과 시카르트의 그림은 1718년부터 적어도 한 세기에 한 번씩 출판되었으며, 그의 기계는 완전하지 않았으며 추가 바퀴와 스프링이 필요했으며 시계 계산에 사용될 때 제대로 작동하지 않는 싱글 투스(single tooth) 운반 메커니즘을 중심으로 설계되었다는 사실이 밝혀졌다.
시카르트의 기계는 17세기의 여러 직접 입력 계산 기계 설계(블레즈 파스칼, 티토 부라티니, 사무엘 몰란드, 르네 그릴레의 설계 포함) 중 첫 번째였다. 시카르트 기계는 곱셈을 위한 회전된 네이피어 막대의 독창적인 시스템과 입력을 위한 회전 손잡이로 작동하고 출력을 위한 창에 표시되는 회전된 숫자의 레지스터로 작동되는 가산기에 대한 최초의 알려진 설계를 통합한 것으로 특히 주목할 만한다. 타톤(Taton)은 시카르트의 작업이 기계식 계산기 개발에 영향을 미치지 않았다고 주장했다. 나중에 20세기 초에 개발된 밤베르크 오메가는 네이피어 막대 형태와 곱셈을 돕기 위해 설계된 덧셈 기계의 획기적인 조합으로 시카르트가 개척한 것과 동일한 길을 확실히 따랐다.
시카르트는 "컴퓨터 시대의 아버지"로 불려왔다.